# Działko NS-23
NS-23 (ros. НС-23 od Nudelman-Suranow, oznaczenie fabr. 115П) – radzieckie automatyczne działko lotnicze  skonstruowane przez zespół A. E. Nudelmana i A. Suranowa jako powojenny następca działka WJa, którego główną wadą był zbyt silny odrzut

## Historia
NS-23 zostało skonstruowane wokół nowego naboju 23 mm, powstałego z dostosowania naboju 14,5 mm do pocisku 23 mm w OKB-16. Próby naziemne odbyły się 4 maja, a w powietrzu – 7 czerwca 1944, na samolocie Jak-9. 10 października zostało, wraz z nowym nabojem, oficjalnie przyjęte do służby. 
Zasilane z taśmy działko działa na zasadzie krótkiego odrzutu lufy, jest wyposażone w przyspieszacz odrzutu; zamek ryglowany przez obrót; montowane na stanowiskach za pośrednictwem obudowy niebędącej integralną częścią broni. NS-23 było zasadniczo zmniejszonym wariantem NS-37; jego zaletą była niska waga (37 kg), wadą - niska szybkostrzelność (550 strz./min.).
Występowało w dwóch wariantach: NS-23KM, do zabudowy w skrzydłach i na silnikach (strzelające przez piastę śmigła), oraz NS-23S (ros. НС–23С) wyposażoną  w synchronizator, do strzelania przez tarczę śmigła.

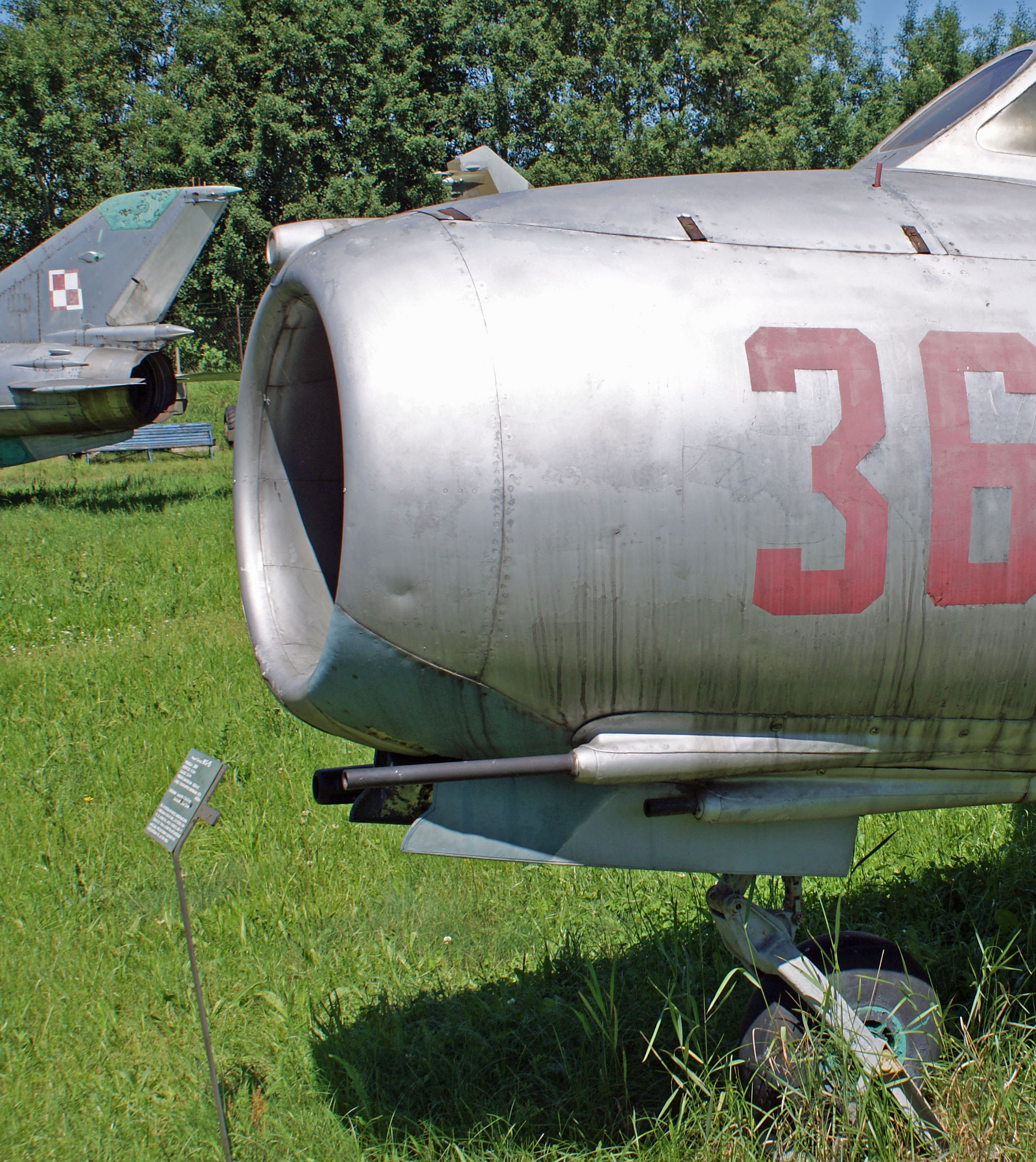
Samolot MiG-15 wyposażony w dwa działka NS-23

W działko NS-23 były uzbrojone samoloty z napędem tłokowym Ił-10 (4×, plus 1 BT-20), Ła-7, Ła-9 (4×), Ła-11 i Tu-4 oraz odrzutowe myśliwce Ła-15 (3×), MiG-9 i MiG-15 (oba 2 × NS-23 i 1 × N-37), Jak-15 (2 × NS-23), Jak-23 (2×, wczesne wersje) i bombowce Ił-28. Używane do dziś w Wojsku Polskim jako uzbrojenie śmigłowca Mi-2UPR Salamandra oraz Mi-2UNR Żmija.